# Kaminokawa
Kaminokawa (上三川町?) è una cittadina giapponese della prefettura di Tochigi.